# Rías Baixas
Rías Baixas (gal. Rías Baixas, hiszp. Rías Bajas) – północno-zachodnia część hiszpańskiego wybrzeża atlantyckiego, usytuowana w regionie Galicja (na zachodzie prowincji A Coruña i po części w prowincji Pontevedra), rozciągająca się aż do granicy z Portugalią. Wybrzeże typu riasowego.
Na Rías Baixas znajduje się przylądek Fisterra (gal. Cabo Fisterra, hiszp. Cabo Finisterre) – najbardziej na zachód wysunięty punkt Hiszpanii. Na terenie archipelagu wysp Cíes zlokalizowany jest Park Narodowy Atlantyckich Wysp Galicji.